# Kumamoto International Road Race
La Kumamoto International Road Race fue una carrera ciclista profesional de un día japonesa que se disputaba en Kumamoto y sus alrededores.
Se creó en el 2009 formando parte del UCI Asia Tour, dentro de la categoría 1.2. Su última edición fue en el 2010.

## Palmarés
| Año  | Ganador           | Segundo            | Tercero          |
| ---- | ----------------- | ------------------ | ---------------- |
| 2009 | Yasuharu Nakajima | Shinichi Fukushima | Miyataka Shimizu |
| 2010 | Takashi Miyazawa  | Yusuke Hatanaka    | Shinri Suzuki    |

## Palmarés por países
| País  | Victorias |
| ----- | --------- |
| Japón | 2         |